# Ламперт, Моника
Моника Ламперт (венг. Lamperth Mónika, родилась 5 сентября 1957 в Бачбокоде) — адвокат, политик, министр внутренних дел Венгрии с 2002 по 2007 годы, с 2007 по 2008 годы занимала пост министра труда и социальной политики.

## Биография
Окончила Печский университет в 1981 году по специальности «право». Член комсомола с 1971 по 1987 годы, работала в уездном совете Капошвара. Состояла с 1987 по 1989 годы в Венгерской социалистической рабочей партии, при смене режима трансформированной в Венгерскую социалистическую партию. Член Парламента Венгрии с 1994 года. Министр внутренних дел Венгрии с 2002 по 2006 годы, затем на протяжении года (2006—2007) министр местного самоуправления и развития территорий, с 2007 по 2008 годы министр труда и социальной политики. С лета 2008 года возглавляет Фонд Михая Танчича при Венгерской социалистической партии.